# Говард Шульц
Говард Шульц (Howard Schultz; ; нар. 19 липня 1953 року) — американський бізнесмен, найбільш відомий як колишній Генеральний директор та голова Ради директорів мережі кав’ярень – компанії Starbucks.

## Раннє життя та освіта
Шульц народився в єврейській родині у Брукліні, штат Нью-Йорк. Його батько, Фред Шульц, колишній військовослужбовець армії США, працював водієм вантажівки. Разом з батьком, матір’ю Елейн (Ледерман), молодшою сестрою Ронні та братом Майклом він виріс у бруклінському передмісті Канарс (Canarsie). Родина Шульца була бідна й свій час він проводив у заняттях бейсболом, футболом та баскетболом, а також у Клубі Хлопчиків. Він закінчив місцеву середню школу у 1971 році й був першим членом родини, хто пішов у коледж. Шульц відвідував університет Північного Мічигану, був членом братства Tau Kappa Epsilon, отримав ступінь бакалавра в галузі комунікацій у 1975 році.

## Кар’єра
Після закінчення університету Шульц працював продавцем у корпорації Xerox і швидко просунувся до провідного торгового представника. У 1979 році він став генеральним директором шведського виробника кавомашини Hammarplast, де відповідав за операційну діяльність у США. У 1981 році Шульц відвідав одного з клієнтів Hammarplast – новостворений магазин кавових бобів під назвою Starbucks Coffee Company в Сіетлі та був вражений знаннями компанії про каву і підтримував зв'язок протягом наступного року, висловлюючи зацікавленість у роботі з ними. Через рік він приєднався до Starbucks, як директор з маркетингу. Під час поїздки до Мілана Шульц зазначив, що кав'ярні існують практично на кожній вулиці. Він дізнався, що вони не тільки пропонували відмінне еспресо , але й служили місцями зустрічей – 200.000 кав’ярень в країні були важливим елементом італійської культури та суспільства.
Після повернення він намагався переконати власників, у тому числі співзасновника Джеррі Болдуїна (Jerry Baldwin) запропонувати традиційні напої еспресо на додаток до кавових бобів, чаю та спецій. Після успішної пілотної концепції кав’ярень, власники відмовилися розгортати його в масштабах компанії, сказавши, що не хочуть потрапляти в ресторанний бізнес. Розчарований, Шульц вирішив залишити Starbucks в 1985 році. Йому було потрібно 400.000 доларів, щоб відкрити перший магазин і почати свій бізнес, але він не мав грошей, а дружина була вагітна першою дитиною.
Джеррі Болдуїн й співзасновник Starbucks Гордон Букер (Gordon Bowker) запропонували допомогу. Шульц також отримав 100.000 від лікаря, який був вражений енергією Шульца, й у 1986 році було зібрано необхідні гроші, щоб відкрити перший магазин «Il Giornale», названий на честь однойменної міланської газети. Магазин пропонував морозиво на додаток до кави, мав мало місць для сидіння та грав оперну музику у фоновому режимі, щоб відтворити італійську атмосферу. Два роки потому керівництво Starbucks вирішило зосередитися на Peet's Coffee & Tea і продало свою роздрібну мережу за 3,8 мільйони доларів США.
Шульц перейменував Il Giornale в Starbucks і шляхом агресивної експансії розширив мережу кав'ярень під цією маркою на всій території Сполучених Штатів. Можна сказати, що саме Starbucks на чолі з Шульцом популяризували в Америці напої на основі еспресо : Cafe Latte, Frappucchino та інші.
1 грудня 2016 року Говард Шульц оголосив про свою відставку з посади Генерального директора компанії Starbucks, щоб зайняти посаду виконавчого директора з квітня 2017 року. 4 червня 2018 року Шульц оголосив про відставку з посади виконавчого директора, яка набрала чинності 26 червня 2018 року. Він став почесним головою Starbucks на тлі спекуляцій про його амбіції взяти участь у президентських виборах 2020 року.

## Автор
- У 1997 році Шульц в співавторстві з письменницею Джоан Гордон (Joanne Gordon) випустив знамениту книгу Pour Your Heart Into It: How Starbucks Built a Company One Cup at a Time (рос. Влейте в неё своё сердце. Как чашка за чашкой строилась Starbucks).

- Його друга книга Onward: How Starbucks Fought for Its Life without Losing Its Soul (укр. Історія Starbucks. Усе почалося з чашки кави) побачила світ у 2011 році.

## Посилення
- Публікації на C-SPAN